# Gabinet Grozy doktora Zgrozy
Gabinet Grozy doktora Zgrozy (ang. Dr. Terror’s House of Horrors) – brytyjska antologia filmowa grozy z 1965 roku w reżyserii Freddiego Francisa.
Był to pierwszy z serii filmów nowelowych produkcji Amicus Productions, po którym powstały: Torture Garden (1967), Dom wampirów (1970), Opowieści z krypty (1972), Azyl (1972), Gabinet grozy (1973) i Opowieści zza grobów (1974). Jest to również pierwszy horror Amicus Productions.

## Fabuła

### Prolog
Pięciu mężczyzn, jeden po drugim, wchodzi do przedziału pociągu na stacji w Londynie, jadącego do miasteczka Bradley. Dołącza do nich szósty, doktor metafizyki Schreck, którego nazwisko, jak sam potwierdza, po niemiecku oznacza „zgroza”. Ubolewa nad tym, gdyż siebie określa za najłagodniejszego z ludzi. W czasie podróży dla zabicia czasu doktor Schreck wróży z talii kart tarota, którą nazywa Gabinetem Grozy, przeznaczenie każdego z współpasażerów.

### Werewolf
Szkocki architekt Jim Dawson wraca do swojego starego domu rodzinnego na Hebrydach, aby przeprowadzić remont dla nowej właścicielki, pani Biddulph. Wyjaśnia ona, że kupiła ten odosobniony dom, aby pomóc sobie otrząsnąć się po śmierci męża. Chciałaby, aby w nowo powiększonym pokoju powstało muzeum. Dawson znajduje za sztuczną ścianą w piwnicy trumnę hrabiego Cosmo Valdemara, który według miejscowej legendy był wilkołakiem. 200 lat temu Valdemar był właścicielem tego domu, a przodkowie Dawsona rzekomo go ukradli. Wówczas zagroził, że jednego dnia powróci do swego domu, zaś aktualny właściciel zajmie jego miejsce. Jego grobu nigdy nie odnaleziono. Dawson wątpi czy to faktycznie grób Valdemara, ponieważ tynk jest świeży.
Dawson odkrywa, że Valdemar budzi się nocą jako wilkołak i zabił już pokojówkę Valdę, która miała przekazać coś ważnego. Obawiają się o bezpieczeństwo pani Biddulph, Dawson zamierza zabić wilkołaka. Do unicestwienia bestii zostaje wzięty rodowy krzyż odlany przez dziadka Dawsona odlał go ze srebrnego miecza, którym zabił Cosmo. Dawson przetapia go na kule i strzela nimi do wilkołaka znajdującego się w pokoju pani Biddulph. Ze zdumieniem odkrywa, że kule mu nic nie zrobiły. Okazuje się, że to pani Biddulph wymieniła amunicję na zwykłą i jest żoną 200-letnią Valdemara. Wyjawia prawdziwą treść legendy – Cosmo Valdemar ponownie odzyska ludzką postać wtedy, gdy w trumnie zastąpi go potomek jego zabójcy, a nie właściciel dom. Biddulph zmieniająca się w wilkołaka zabija Dawsona.

### Creeping Vine
Bill Rogers wraca z żoną i córką z wakacji i wspólnie odkrywają w ogrodzie szybko rosnące pnącze. By uniknąć zacienienia kwiatów Bill zamierza wyciąć pnącze, które zdaje się wydawać ludzki krzyk. Kiedy roślina zaczyna gwałtownie reagować na próby jej ścięcia, zaskoczony Rogers udaje się do Ministerstwa Obrony, gdzie zasięga rady u kilku naukowców. Drake, jeden z naukowców przybywa do domu Rogersów, by badać okaz na miejscu. Roślina wykazuje coraz więcej morderczych intencji i instynktu samozachowawczego, gdy dusi Rusty’ego, cockera spaniela rodziny.
Drake i jego przełożony Hopkins biorą pod uwagę, że roślina wykazuje inteligencję i mogłaby zawładnąć światem, ale Hopkins stwierdza że nie byłoby to możliwe. Podczas kolejnej wizytacji u Rogersów roślina zabija Drake’a, który dostrzegł jej w próbce komórki mózgowe. Wezwany Hopkins przybywa do domu i wkrótce pnącze przerywa linię telefoniczną i blokuje wszystkie okna i drzwi domu. Hopkins odkrywa, że ogień odstrasza pnącze i toruje sobie drogę do wyjścia. Rogers czuje, że zagrożenie minęło, nie wie jednak iż pnącze uczy się gasić płomienie.

### Voodoo
Londyński muzyk jazzowy Biff Bailey to radosny i beztroski człowiek, który natychmiast zgadza się na dwutygodniowy występ na Indiach Zachodnich ze swoim zespołem. Tam zaprzyjaźnia się z czarnoskórym Londyńczykiem Sammym Coinem, którego początkowo bierze za tubylczego muzyka. Podczas pobytu w okolicy Biff dowiaduje się o religii voodoo traktowanej przez tubylców bardzo poważnie. Pomimo ostrzeżeń Sammy’ego Biff udaje się w okolicę, gdzie ceremonia voodoo i zachwyca się egzotycznym rytmem i w tajemnicy spisuje świętą muzykę boga Damballi. Przyłapany przez wspólnotę Biff pyta się o wykorzystanie muzyki Damballi jako wzór dla nowej muzyki komercyjnej. Kapłan z gniewem odmawia i ostrzega Biffa, że Damballa ukarze każdego kto wykrada jego własność.
Po powrocie do Londynu Biff włącza muzykę do repertuaru zespołu, biorąc voodoo za nieszkodliwe zabobony. W trakcie występu jazzowego w Londynie wykorzystuje muzykę Damballi, otwarcie wyśmiewając jego religię. Przedstawienie zostaje nagle przerwane przez gwałtowny, burzliwy wiatr, który zmusza publiczność do ucieczki, a Baileya do zejścia ze sceny. Sammy ostrzega Biffa, że to znak od voodoo i powinien się wycofać zanim będzie za późno. Biff wraca do swego domu, wciąż się potykając na ulicy. W jego domu czeka na niego Damballa, na widok którego Biff traci przytomność. Damballa odbiera mu notatki z wykradzioną melodią.

### Disembodied Hand
Nadęty krytyk sztuki Franklyn Marsh, skupiony bardziej na swoim ostrym piórze niż na sztuce, krytykuje twórczość malarza Erica Landora. W odwecie Landor pokazuje obraz ze sztuki współczesnej młodego artysty. Marsh zachwyca się pracą, po czym Landor ujawnia, że obraz to dzieło szympansa, czym ośmiesza publicznie Marsha. Następnie malarz towarzyszy Marshowi podczas przemówień i spotkań towarzyskich, przerywając jego wypowiedzi w połowie, zawstydzając go wspomnieniami o dawnej kompromitacji. Coraz bardziej zirytowany Marsh celowo przejeżdża Landora samochodem, w wyniku czego Landor traci prawą dłoń. Nie mogąc już malować, Landor popełnia samobójstwo. Od tego momentu Marsha dręczy bezcielesna ręka Landora, odporna na wszelkie próby jej zniszczenia. Podczas ostatniego ataku ręki, Marsh rozbija prowadzony przez siebie samochód, a wybita szyba powoduje u niego trwałą ślepotę.

### Vampire
Amerykański lekarz doktor Bob Carroll wraca do domu w Nowej Anglii ze swoją świeżą francuską żoną, Nicolle. Wkrótce pojawiają się przypadki anemii, a Carroll zwraca się o pomoc do swojego kolegi, doktora Blake’a. Objawy są podobne jak do średniowiecznych opisów wampirzych ataków. Blake odkrywa, że w okolicy grasuje wampir, którym jest Nicolle. Atakuje ona Blake’a, który unosi ramiona w geście obronnym i przypadkowo rzuci cień krzyża, odstraszając wampira. Wszystkie dowody wyraźnie wskazują na to, że to ona jest odpowiedzialna, dlatego Carroll, idąc za radą Blake’a, ze łzami w oczach przebija kołkiem Nicolle. Kiedy policja przybywa, aby aresztować Carrolla za morderstwo jego żony, Blake zaprzecza, jakoby udzielał jakichkolwiek porad tego typu. Kiedy policja zabiera Carrolla, Blake będący również wampirem stwierdza, że miasteczko jest za małe zarówno dla dwóch lekarzy, jak i dwóch wampirów.

### Epilog
Okazawszy współczucie wszystkim współpasażerom i starając się nie pokazywać im przepowiedni śmierci, jaką wszyscy otrzymali z talii tarota, doktor Schreck informuje mężczyzn, że to jedyny sposób, aby uniknąć przepowiedni jeszcze straszniejszego losu. Następnie po chwili ciemności Schreck znika. Zdziwieni i przestraszeni mężczyźni odczuwają chwilę ulgi, gdy pociąg się zatrzymuje. Uznają to za znak, że dotarli do Bradley i wysiadają. Na stacji są jednak sami, w ciemnym, cichym i przerażającym otoczeniu. Wiatr niesie gazetę z doniesieniem o wypadku pociągu, w którym wszyscy zginęli. Schreck pojawia się ponownie i okazuje się, że jest śmiercią we własnej osobie. Mężczyźni powoli podążają za nim w ciemności.

## Obsada
Epizod ramowy
- Peter Cushing – dr Schreck

| Werewolf - Neil McCallum – Jim Dawson - Ursula Howells – Deirdre Biddulph - Peter Madden – Caleb - Katy Wild – Valda - Edward Underdown – Tod | Creeping Vine - Alan Freeman – Bill Rogers - Ann Bell – Ann Rogers - Bernard Lee – Hopkins - Jeremy Kemp – Jerry Drake - Phoebe Nicholls – Carol Rogers | Voodoo - Roy Castle – Biff Bailey - Kenny Lynch – Sammy Coin - Harold Lang – Roy Shine - Christopher Carlos – Vrim - Thomas Baptiste – Dambala - The Tubby Hayes Quintet – zespół Baileya | Disembodied Hand - Christopher Lee – Franklyn Marsh - Michael Gough – Eric Landor - Isla Blair – ładna dziewczyna - Judy Cornwell – pielęgniarka - Hedger Wallace – chirurg | Vampire - Donald Sutherland – dr Bob Carroll - Jennifer Jayne – Nicolle Carroll - Max Adrian – dr Blake - Al Mulock – detektyw policji |

Źródła:

## Produkcja
Gabinet Grozy doktora Zgrozy był świadomą próbą amerykańskiego producenta Miltona Subotsky’ego powtórzenia sukcesu brytyjskiej antologii filmowej U progu tajemnicy (1945). Subotsky uważał ten film za „największy horror wszech czasów” i wykorzystał go jako wzór dla filmów założonej przez niego brytyjskiej wytwórni filmowej Amicus Productions, zaczynając od Gabinet Grozy doktora Zgrozy. Subotsky chcąc pobić Hammer Film Productions, czołową brytyjską wytwórnię filmową produkującą horrory, sam napisał scenariusz, oparty na pięciu swoich niezrealizowanych skryptach, napisanych w 1948 roku, kiedy pracował jako scenarzysta w serialu Lights Out stacji NBC.
Gabinet Grozy doktora Zgrozy miał być początkowo kręcony w 1962 roku w czerni i bieli, z finansowym wsparciem Columbia Pictures. Budżet wynosił 94 tys. dolarów, jednak Columbia wycofała się z projektu, uznając go za zbyt kosztowny. Zdobycie alternatywnego finansowania dla projektu zajęło kolejne dwa lata. Film był tym razem kręcony na kolorowej taśmie i w systemie panoramicznym Techniscope . Subotsky do filmu zaangażował Petera Cushinga i Christophera Lee, największe gwiazdy Hammer Film Productions. Z tej samej wytwórni pozyskał również reżysera Freddiego Francisa i operatora zdjęć Alana Hume’a. Zdjęcia do Gabinetu grozy doktora Zgrozy rozpoczęły się 25 maja 1964 roku w Shepperton Studios. Po dwóch tygodniach zdjęć produkcja niemal stanęła, gdy część amerykańskiego finansowania została wycofana. Dodatkowe środki zapewnił brytyjski współfinansujący, Joe Vegoda. Zdjęcia zakończono 3 lipca tego samego roku i ostateczny budżet wyniósł 105 tys. funtów.

## Odbiór
„Monthly Film Bulletin” napisał: „Z wyjątkiem czwartej historii, która swobodnie pożycza od Potwora z pięcioma palcami, ta antologia horroru jest filmowo niemal nieistotna w porównaniu z najlepszymi dziełami Riccardo Fredy. Co więcej, popada w ordynarność w najsłabszej historii, tej o voodoo, zbyt wieloma bezczelnymi, komediowymi wstawkami Roya Castle’a i innych. Jednak cztery z tych historii są niezaprzeczalnie kompulsywne, dzięki ironicznym wariacjom na temat znanych schematów i kilku mocnym występom. Max Adrian wygłasza pamiętną, sarkastyczną refleksję na temat zdrady nowo poślubionego lekarza, zmuszonego do zniszczenia swojej małżonki-wampira: »W małym miasteczku nie ma miejsca dla dwóch lekarzy i dwóch wampirów«. Ucieszyło mnie również odkrycie, że najbardziej skromna, racjonalna i atrakcyjna z aktorek, Ursula Howells, jest wilkołakiem; podobnie jak przezorność zabójczego pnącza (»Tak jak myślałem: mózg« – rozmyśla botanik, badając jeden z jego liści przez mikroskop), gdy przecina przewody telefoniczne pnączem. Nieogolona, zakryta Śmierć Petera Cushinga zgrabnie łączy te historie, a zakończenie ma odpowiednio apokaliptyczny posmak”.
„Variety” zauważyło „użytecznie chłodny pakiet, który zapewni widzom kilka łagodnych dreszczy i całkiem sporo rozrywki. Mimo że sporadycznie pojawiają się chichoty, obsada – na czele z doświadczonymi praktykami horroru, takimi jak Peter Cushing, Michael Gough, Christopher Lee i Max Adrian – rozsądnie gra prosto”.
Chris Coffel z portalu Bloody Disgusting nazwał film „niedocenianą antologią horrorów” i pochwalił zdjęcia w filmie.